# Tati Zaqui
Tatiane "Tati" Zaqui Ferreira da Silva (São Caetano do Sul, 18 de fevereiro de 1994) é uma empresária e ex-cantora brasileira.
Tornou-se conhecida nacionalmente em 2015, quando cantava funk paulista e emplacou os hits "Parará Tibum" e "Água na Boca".

## Carreira
Tatiane nasceu em São Caetano do Sul e cresceu na cidade de Santo André, onde estudou em uma escola estadual local. Acabou entrando para o mundo da música, já que era compositora de canções desde os sete anos de idade. Sua trajetória começou de forma amadora, quando resolveu fazer uma homenagem ao MC Kauan em uma canção chamada "Salve MC Kauan", onde exaltava a importância deste para o cenário do gênero musical, canção que foi disponibilizada no site YouTube em 2013 e em um dia alcançou mais de quinze mil visualizações. Entre outras canções lançadas no site posteriormente e que alcançaram significativo sucesso estão "Cheguei, Já Sei" (2013), "Sangue Autêntico" (2014, homenagem a MC Daleste), "Rolê com Bieber" (2014, homenagem a Justin Bieber), "Tô Dando Risada" e "Até o Sol Apagar", todas feitas de forma amadora.
O fato que levou a cantora à fama foi o lançamento da canção "Parará Tibum", que foi produzida pelo DJ Perera e baseada em samples de "Heigh-Ho", canção utilizada no filme Branca de Neve e os Sete Anões, sendo esta uma característica marcante do gênero funk ousadia de utilizar instrumentais de canções infantis. A explosão ao mainstream ocorreu após um suposto vídeo da atriz Bruna Marquezine dançando esta canção, fato que incentivou a Tati a propor a seus fãs que também dançassem. O sucesso se tornou tão grande que em poucos dias várias pessoas, principalmente mulheres, estavam gravando vídeos dançando a canção e fazendo os passos que a própria Tati fazia, no chamado #DesafioPararaTibum.
A canção, que apresenta como refrão, "Eu vou, eu vou/Sentar agora eu vou/Parará Tibum", foi dançada por várias personalidades, como as cantoras Anitta, Preta Gil e Claudia Leitte, e esteve entre o top 10 das canções mais baixadas no iTunes brasileiro. Por se transformar em um "hit" nacional, a artista foi entrevistada por diversas mídias de comunicação e reportagens sobre o fenômeno "Parará Tibum", em emissoras como a Record. No mês de fevereiro de 2015, a canção ganhou um videoclipe, produzido por KondZilla, onde o cenário foi baseado no filme supracitado. Em pouco mais de duas semanas, ele já possuía mais de seis milhões de acessos, com opiniões favoráveis e contrárias sobre a canção. Em 2016, em entrevista ao jornalista Felipe Gonçalves, a cantora atribuiu o sucesso de sua carreira aos esforços de seu empresário.
Em julho de 2015, aos 21 anos, estrelou a revista Playboy e chamou muita atenção por sua beleza e seu estilo de vida.
No ano de 2019, sua música "Surtada" versão remix alcançou o primeiro lugar do ranking diário de músicas mais tocadas no Brasil no Spotify.
Em 2022 a cantora criou um perfil na plataforma de conteúdo adulto Privacy, e em menos de três semanas era detentora do maior perfil, tendo mais de 15 mil assinantes.
No dia 12 de setembro de 2022, Tati foi confirmada como uma das participantes da décima quarta temporada do reality show A Fazenda, na Record. Um mês depois, no dia 13 de outubro, foi a quarta eliminada do reality show com 27,70% dos votos do público.
Em novembro de 2023 Tati lançou, pela primeira vez, uma música gospel, abandonando o estilo musical que a deixou conhecida.

## Vida pessoal
Durante uma entrevista para a Quem, em 2015, declarou-se bissexual: "Antes, quando eu olhava para uma menina, ela demorava para entender o que eu queria. Agora, as meninas já sabem que estou olhando por algum motivo."
Ficou noiva do cantor MC Kauan em fevereiro de 2018, mas o casal se separou em agosto do mesmo ano.
Em 2022, assumiu namoro com o ator Thomaz Costa. O relacionamento terminou no ano seguinte, após acusações de violência doméstica por parte de Tati.
Após iniciar na música gospel em 2023, a cantora mudou completamente o seu estilo de vida, chegando até a se converter ao evangelho. Em maio de 2024, se emocionou nas redes sociais e celebrou nove meses sem usar drogas.

## Filmografia

### Televisão
| Ano  | Título    | Personagem               | Notas        | Ref.   |
| ---- | --------- | ------------------------ | ------------ | ------ |
| 2022 | A Fazenda | Participante (18º lugar) | Temporada 14 | [ 30 ] |

## Discografia

### Singles
| Ano  | Título                                                |
| ---- | ----------------------------------------------------- |
| 2014 | "Parará Tibum"                                        |
| 2015 | "Água na Boca"                                        |
| 2016 | "Rebelde e Abusada"                                   |
| 2016 | "Bumbum Que Balança"                                  |
| 2017 | "Placa no Chão"                                       |
| 2017 | "Bunda Maluca" (feat. MC Gustta)                      |
| 2018 | "Esta Noche"                                          |
| 2018 | "Planos Cancelados"                                   |
| 2019 | "Vem Me Amando" (feat. MC R1)                         |
| 2019 | "Na Na Ni Na Não"                                     |
| 2019 | "Embrazadinha"                                        |
| 2019 | "Pique de Novela" (feat. MC Don Juan)                 |
| 2019 | "Brinquedo Assassino"                                 |
| 2019 | "Surtada" (Remix BregaFunk) (feat. Dadá Boladão, OIK) |
| 2020 | "Escandalosa" (feat. PK)                              |
| 2020 | "Miga Solteira"                                       |

### Singles promocionais
| Ano  | Título       |
| ---- | ------------ |
| 2016 | "Estoy Loca" |

### Como artista convidada
| Ano  | Título                                                    | Álbum                             |
| ---- | --------------------------------------------------------- | --------------------------------- |
| 2015 | "Partiu Pra Farra" (Alex Fava feat. Tati Zaqui)           | —                                 |
| 2015 | "Malícia" (Família MV feat. Tati Zaqui)                   | —                                 |
| 2016 | "Não Pode Parar" (Higor Rocha feat. Tati Zaqui)           | —                                 |
| 2017 | "De Calcinha E Camiseta" (Rodrigo Marim feat. Tati Zaqui) | —                                 |
| 2017 | "Crack My Code" (Caroline L feat. Tati Zaqui)             | —                                 |
| 2017 | "Catuaba" (Heavy Baile feat. Tati Zaqui)                  | —                                 |
| 2017 | "Tem Que Respeitar" (Pedro Paulo e Alex feat. Tati Zaqui) | Paredão do PPA (Ao Vivo / Vol. 2) |
| 2017 | "Me Pede pra Parar" (DJ Batata feat. Tati Zaqui)          | —                                 |
| 2017 | "Movimento (Remix)" (Lexa feat. Tati Zaqui)               | —                                 |
| 2018 | "Delivery do Amor" (Lorenzo Castro feat. Tati Zaqui)      | —                                 |
| 2020 | "Compromisso Com a Dança" (MC WM feat. Tati Zaqui)        | —                                 |

### Videoclipes
| Ano  | Título                      | Diretor(es)                                                           |
| ---- | --------------------------- | --------------------------------------------------------------------- |
| 2014 | "Parará Tibum"              |                                                                       |
| 2015 | "Água na Boca"              | Mess Santos                                                           |
| 2015 | "Partiu pra Farra"          | Jacques Junior                                                        |
| 2015 | "Malícia"                   | Rafael Costa K                                                        |
| 2016 | "Rebelde e Abusada"         | Henrique Ribeiro, João Marcelo, Rodrigo Stradiotto e Sergio Twardowsk |
| 2016 | "Não Pode Parar"            | João da Nóbrega                                                       |
| 2017 | "De Calcinha E Camiseta"    | Victor Kelly                                                          |
| 2017 | "Bunda Maluca"              | KondZilla Records                                                     |
| 2017 | "Tem Que Respeitar"         | KondZilla Records                                                     |
| 2017 | "Movimento" (Remix)         | Artelux Produções                                                     |
| 2018 | "Catuaba"                   | Ana Paula Paulino & Cauã Csik                                         |
| 2018 | "Esta Noche"                | KondZilla                                                             |
| 2019 | "Na Na Ni Na Não"           | Andre Loureiro                                                        |
| 2019 | "Pique de Novela"           | Andre Loureiro                                                        |
| 2019 | "Brinquedo Assassino"       | Andre Loureiro                                                        |
| 2019 | "Surtada" (Remix BregaFunk) | KondZilla                                                             |
| 2020 | "Escandalosa"               | KondZilla                                                             |
| 2020 | "Miga Solteira"             |                                                                       |